# 宮戸川

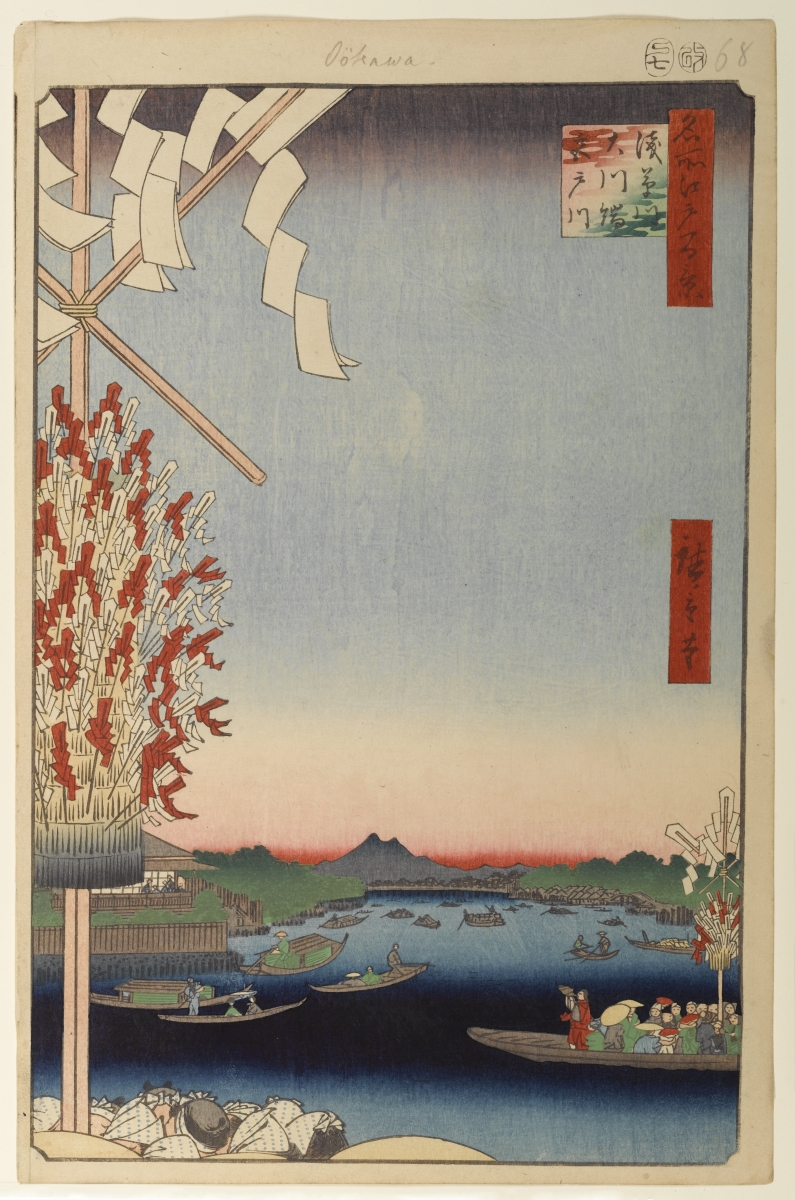
広重「浅草川大川端宮戸川」

『宮戸川』（みやとがわ）は古典落語の演目。タイトルの「宮戸川」とは、現在の隅田川のうち、浅草周辺流域の旧称である。一般には2場面のうちの前半部分のみが演じられ、前半には宮戸川は登場しない。
『お花半七馴れ初め』（おはなはんしちなれそめ）あるいは『お花半七』（おはなはんしち）という演題となることもある。後半部分を含めて演じると長時間にわたる上に、（夢オチとはいえ）凄惨な展開となるため、口演される機会は少ないが、3代目三遊亭圓歌、3代目柳家小満ん、五街道雲助、金原亭世之介、古今亭菊生、柳家喬太郎、桂宮治らが通しで演じることがある。
1940年に講談落語協会（当時）が選定して内務省に届ける形で口演自粛を決定した禁演落語の53演目に本作品が含まれていた。

## あらすじ

### 前半
小網町に住む半七は、友人宅で将棋を指していて帰りがすっかり遅くなり、親が厳格であったため家に入れてもらえず、締め出しを食ってしまう。すると、友人宅でカルタをしていて帰りが遅くなり、同じように締め出しを食ってしまった幼なじみ・お花と行き会う。
半七は締め出しを食らうと、いつも霊岸島に住む叔父の家に一泊することにしていた。お花は「そこで私も一晩お世話になりたい」と半七に申し出るが、その叔父は近所で「飲み込みの久太」と呼ばれるほど、早合点しがちな人物である。うぶな半七は「叔父にいい仲だと勘違いされると、どうなるか分からない」と断り、一人で行こうとする。そのとき遠くで雷が鳴りはじめ、雷におびえるお花は半七に取りすがって、そのまま半七の叔父の家までついてきてしまう。
案の定、半七とお花は叔父に勘違いをされて、布団がひと組しか用意されないまま2階の部屋へ通される。ふたりきりになると、お花は半七に対しまんざらでもない態度をとりはじめる。そのうち、雷が大きく鳴り響き、お花は半七の胸元へ飛び込む。するとお花の着物がはだけ、半七は頭に血がのぼり、お花の体へ手を伸ばし……
ここで演者は「ちょうどお時間です」とサゲる。

### 後半
ふたりは夫婦になる。仲よく暮らしていたある日、お花は浅草寺へお参りに行く。帰りに雷雨に遭い、小僧に傘を取りに帰らせる。
小僧が戻ってくると、お花は忽然と消え去っていた。半七は懸命になって探すが、行方知れずのまま1年が過ぎる。半七がたまたま乗った船の船頭に「昨年の夏に、浅草寺でふと見かけた女をさらい、なぶり者にした上、顔を見られたため、発覚を恐れ殺して、宮戸川へ放り込んだ」と告白される。
お花が半七を呼ぶ声がする。半七は家で目を覚ます。1年の経過と船頭の告白は、うたた寝していた半七の見た悪夢だった。お花の身には何もなく、無事に浅草寺から帰ってきている。半七いわく、「夢は小僧の使いだ」（「夢は五臓の疲れ」ということわざの地口）。

## 題材について
登場人物の「お花」および「半七」の名は、京都で起こったとされる心中事件をモデルとした歌舞伎や人形浄瑠璃（『長町女腹切』など）に使われたもの。

## バリエーション
噺の打ち切り方は演者により様々である。5代目古今亭志ん生は「ここからは、本がやぶけていてわからない」とサゲた。
半七の叔父とその妻による滑稽でエロティックなやりとりに口演の大部分を費やす演じ方がある（5代目三遊亭圓楽など）。